# Leandro Morgalla
Leandro Morgalla (Alemania, 13 de septiembre de 2004) es un futbolista alemán que juega de defensa en el VfL Bochum de la 2. Bundesliga.

## Trayectoria
Ingresó en la academia del TSV 1860 Múnich procedente del SpVgg Unterhaching a la edad de 10 años, debutó con el primer equipo como suplente en la victoria por 1-0 sobre el FC Viktoria Köln en la 3. Liga. El 23 de junio de 2023 firmó un contrato de cinco años con el Red Bull Salzburgo y en un principio estaba destinado a jugar en el F. C. Liefering.

## Selección nacional
Ha representado a Alemania en la categoría sub-18.

## Estadísticas

### Clubes
Actualizado al último partido disputado el 6 de noviembre de 2024.
| Club                         | Div.          | Temporada     | Liga  | Liga  | Copas nacionales | Copas nacionales | Copas internacionales | Copas internacionales | Total | Total |
| Club                         | Div.          | Temporada     | Part. | Goles | Part.            | Goles            | Part.                 | Goles                 | Part. | Goles |
| ---------------------------- | ------------- | ------------- | ----- | ----- | ---------------- | ---------------- | --------------------- | --------------------- | ----- | ----- |
| TSV 1860 Múnich · Alemania   | 3.ª           | 2021-22       | 11    | 0     | 0                | 0                | —                     | —                     | 11    | 0     |
| TSV 1860 Múnich · Alemania   | 3.ª           | 2022-23       | 31    | 0     | 1                | 0                | —                     | —                     | 32    | 0     |
| TSV 1860 Múnich · Alemania   | Total club    | Total club    | 42    | 0     | 1                | 0                | 0                     | 0                     | 43    | 0     |
| F. C. Liefering · Austria    | 2.ª           | 2023-24       | 4     | 0     | —                | —                | —                     | —                     | 4     | 0     |
| F. C. Liefering · Austria    | 2.ª           | 2024-25       | 1     | 0     | —                | —                | —                     | —                     | 1     | 0     |
| F. C. Liefering · Austria    | Total club    | Total club    | 5     | 0     | 0                | 0                | 0                     | 0                     | 5     | 0     |
| Red Bull Salzburgo · Austria | 1.ª           | 2023-24       | 3     | 0     | 1                | 0                | 1                     | 0                     | 5     | 0     |
| Red Bull Salzburgo · Austria | 1.ª           | 2024-25       | 5     | 0     | 2                | 0                | 2                     | 0                     | 9     | 0     |
| Red Bull Salzburgo · Austria | Total club    | Total club    | 8     | 0     | 3                | 0                | 3                     | 0                     | 14    | 0     |
| Total carrera                | Total carrera | Total carrera | 55    | 0     | 4                | 0                | 3                     | 0                     | 62    | 0     |